# Anette Buyken
Anette Buyken (geb. 1967) ist eine deutsche Ökotrophologin und Hochschullehrerin. Sie ist Professorin für Public Health Nutrition an der Universität Paderborn.

## Werdegang
Buyken studierte von 1987 bis 1994 Ernährungswissenschaften und Haushaltswissenschaft an der Universität Bonn, wo sie im Jahr 2001 auch promovierte. Im Anschluss an ihr Studium war sie bis 2000 am Diabetes-Forschungsinstitut an der Heinrich-Heine-Universität in Düsseldorf tätig. Zwischen 2001 und 2003 leitete sie das Wissenschaftliche Büro der International Task Force for Prevention of Coronary Heart Disease an der Universität Münster. Im Jahr 2002 erhielt Buyken einen Lehrauftrag für die Ernährungstherapie des Diabetes mellitus an der Fachhochschule Münster. Ab 2003 war sie als Wissenschaftliche Mitarbeiterin an der DONALD-Studie beteiligt. Von 2008 bis 2010 war sie Mitglied der Kommission zur Erstellung einer evidenzbasierten Leitlinie zur Kohlehydratzufuhr („Kohlehydratzufuhr und Prävention ausgewählter ernährungsmitbedingter Krankheiten“) der Deutschen Gesellschaft für Ernährung, die im Jahr 2011 veröffentlicht wurde.  Im Jahr 2014 habilitierte sie sich zum Thema Carbohydrate nutrition and health: Selected aspects from a life-course perspective. Seit 2017 hat Buyken den bundesweit ersten Lehrstuhl für Public Health Nutrition inne.

### Forschung
Ihre Forschungsschwerpunkte sind die Möglichkeiten der Gesundheitsförderung an Schulen und Universitäten, die Prävention von Adipositas und Diabetes Typ 2 und die Zusammenhänge von Chronobiologie und Ernährung.

### Positionen
Buyken betont die gesundheitsfördernde Bedeutung von Vollkornnahrung.  So empfiehlt sie Menschen mit Diabetes Typ 2 beim Frühstück auf blutzuckersteigernde Lebensmittel zu verzichten und stattdessen Vollkornprodukte oder Müsli mit Nüssen zu sich zu nehmen. Abends sollten hingegen Kohlenhydrate nur ein Viertel der Nahrung ausmachen, ein gleichwertiger Anteil sollte aus Proteinen, etwa Hähnchenfleisch oder Milchprodukten bestehen.
Buyken fordert die Initiierung verbraucherorientierter Initiativen, beispielsweise zur Kennzeichnung von Vollkornprodukten. Hierbei zielt sie auf eine Verbesserung der Essensqualität in Schulen und Universitäten ab. Allgemein bewertet sie die aktuelle Zunahme gesundheitspolitischer Maßnahmen positiv, fordert jedoch eine stärkere Fokussierung auf tatsächliche Evidenz sowie eine beobachtende Begleitung durch die Forschung, um die Effizienz solcher Maßnahmen zu ermitteln und diese gegebenenfalls anpassen zu können.

## Engagement
Buyken engagiert sich ehrenamtlich als Präsidiumsmitglied in der Deutschen Gesellschaft für Ernährung und des International Carbohydrate Quality Consortium, das sie im Jahr 2013 mit gründete. Seit 2010 gehört sie zum Steering Committee der Deutschen Diabetes Studie. Buyken ist Mitglied des Wissenschaftlichen Beirats für Agrarpolitik, Ernährung und gesundheitlichen Verbraucherschutz des Bundesministeriums für Ernährung und Landwirtschaft, des Wissenschaftlichen Gremiums Nutri-Score sowie des Wissenschaftlichen Beirats des Max-Rubner-Instituts.